# Theridion weberi
Theridion weberi är en spindelart som beskrevs av Tord Tamerlan Teodor Thorell 1892. Theridion weberi ingår i släktet Theridion och familjen klotspindlar.
Artens utbredningsområde är Singapore. Inga underarter finns listade i Catalogue of Life.